# 모니카 아데나워
모니카 아데나워(モニカ・アデナウアー)는 《따끈따끈 베이커리》에 등장하는 히로인이다. 성우는 쿠기미야 리에, 한채언이다.

## 소개
미국 대표의 베이커로 모나코 컵에 출전하였다. 후에 스와바라 카이와 연인사이